# Phaedrolosaurus
Phaedrolosaurus ("veselý/jásající ještěr") byl rod teropodního (dravého) dinosaura, žijícího v období rané křídy (asi před 120 miliony let) na území dnešní Číny (souvrství Lianmugin, geologický věk valangin až alb). Rod byl popsán na základě materiálu, označovaného jako IVPP V 4024-1, jde přitom o jediný zub.

## Popis
Zub je dlouhý 31 mm a je podobný zubům rodu Deinonychus. Dle čínského paleontologa Zhiminga Donga tedy mohl být majitelem právě zástupce čeledi Dromaeosauridae. Celková délka tohoto teropoda mohla činit až 7 metrů. Původní předpoklad paleontologa Zhiminga přisuzoval k rodu Phaedrolosaurus také rod Xinjiangovenator, příbuzným rodem byl pak taxon Bagaraatan.